# Contea di Praia
La contea di Praia è una contea di Capo Verde con 131 719 abitanti al censimento del 2010.
È situata sull'isola di Santiago, appartenente al gruppo delle Sotavento. Prende il nome dal suo capoluogo, Praia, che è anche la capitale del paese.